# 贵阳轨道交通1号线
贵阳轨道交通1号线是中国贵州省贵阳市的一条地铁线路，于2013年10月开工建设，2017年12月28日观山湖段（下麦西至贵阳北站）开启试运营，于2018年12月1日全线通车（窦官站除外），窦官站于2019年12月28日开通。代表色为绿色。

## 沿革
2009年，贵阳轨道交通1号线开始筹建。2010年9月3日《贵州市城市快速轨道交通建设规划》经国务院批准下达批复，并开始起步建设。项目成为2013年度西部开发新开工重点工程，总投资为193.7亿元人民币。

## 路线
1号线西起窦官站，沿林城路、210国道横贯观山湖区，途经贵阳北站，后向南纵贯云岩、南明两城区，连接贵阳火车站，最终到达花溪区小孟工业园站。线路全长34.3公里（窦官站开通后为35.11公里），其中地下线29公里，高架和地面线5.3公里。线路采用B型车辆，直流1500V架空接触网授电方式，最高运行时速80公里，采用6辆编组，初期配属车辆34组，高峰期小时发出对数最高可为24对。其中贵阳北站至八鸽岩区间高差达161米，自然坡度为54‰，通过修建展线降为34‰。

## 车站
1号线共设25座车站，其中地下站20座、地面站1座、高架站4座。

### 换乘站
- 林城西路站：换乘2号线。两线车站同时建设，为站台垂直换乘。
- 北京路站：换乘3号线。两线通过兼具换乘层作用的3号线站厅层垂直换乘。
- 喷水池站：换乘2号线。为站厅通道换乘。
- 望城坡站：换乘S1线。两线站厅直接连通，为站厅换乘。

### 车站列表

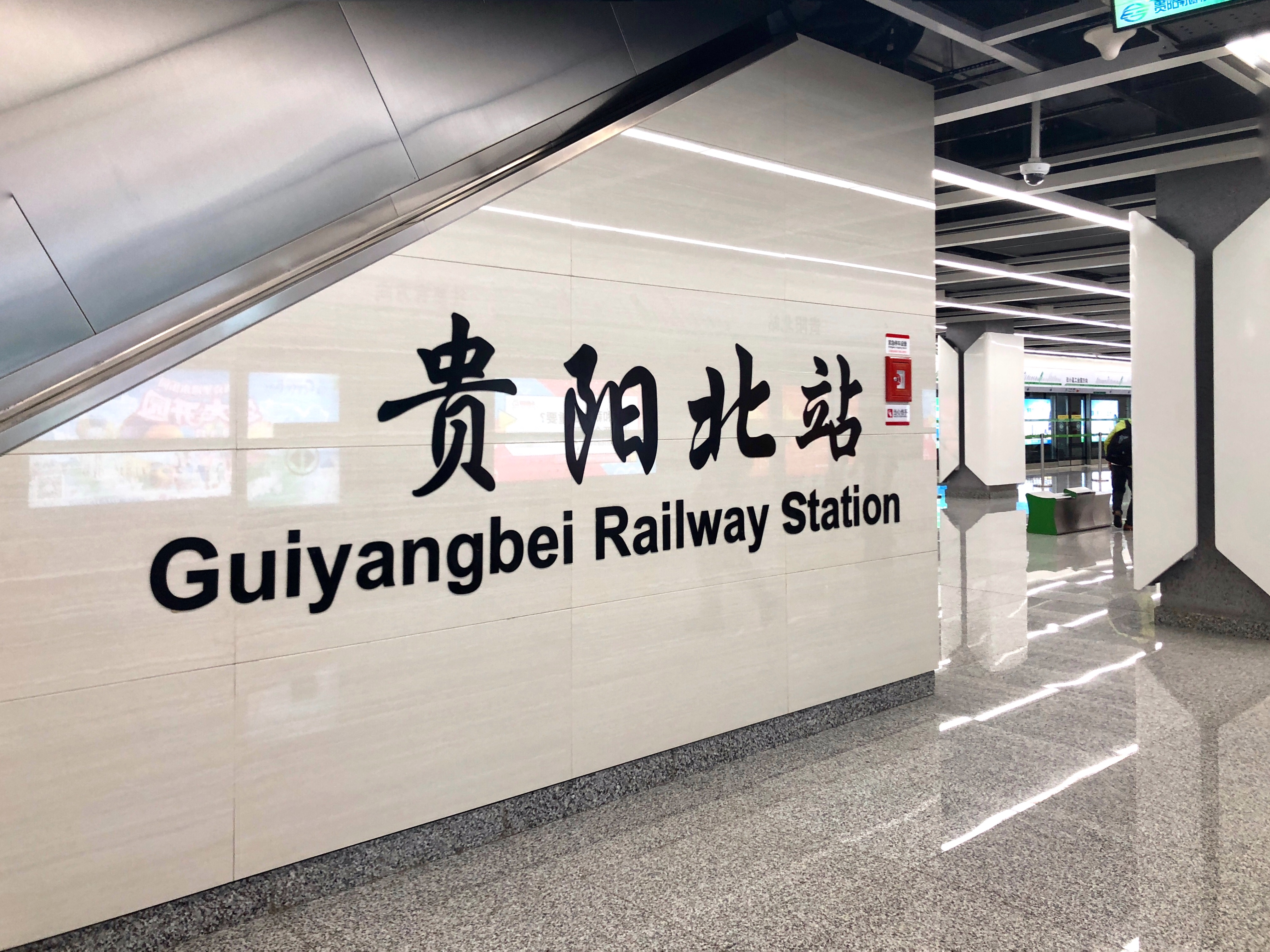
地铁贵阳北站

| 正式站名 （中文名） | 正式站名 （英文名）                 | 工程名   | 车站及站台形式 | 换乘线路       | 开通日期       |
| ------------------- | ----------------------------------- | -------- | -------------- | -------------- | -------------- |
| 窦官                | Douguan                             | 窦官     | 高架侧式站台   |                | 2019年12月28日 |
| 下麦西              | Xiamaixi                            | 下麦西   | 高架岛式站台   | 2017年12月28日 |                |
| 老湾塘              | Laowantang                          | 将军山   | 高架侧式站台   | 2017年12月28日 |                |
| 阅山湖公园          | Yueshanhu Park                      | 云潭路   | 地下侧式站台   | 2017年12月28日 |                |
| 林城西路            | West Lincheng Road                  | 诚信路   | 地下侧式站台   | 2017年12月28日 | █ 2号线        |
| 观山湖公园          | Guanshanhu Park                     | 行政中心 | 地下侧式站台   | 2017年12月28日 |                |
| 国际生态会议中心    | International Eco-Conference Center | 会展城   | 地下侧式站台   | 2017年12月28日 |                |
| 阳关                | Yangguan                            | 朱家湾   | 地下岛式站台   | 2017年12月28日 |                |
| 新寨                | Xinzhai                             | 大寨     | 地下岛式站台   | 2017年12月28日 |                |
| 白鹭湖              | Bailuhu                             | 大关     | 地下岛式站台   | 2017年12月28日 |                |
| 贵阳北站            | Guiyangbei Railway Station          | 火车北站 | 地下岛式站台   | 2017年12月28日 |                |
| 雅关                | Yayuan                              | 雅关     | 高架岛式站台   | 2018年12月1日  |                |
| 南垭路              | Nanya Road                          | 蛮坡     | 地下岛式站台   | 2018年12月1日  |                |
| 八鸽岩              | Bageyan                             | 安云路   | 地下岛式站台   | 2018年12月1日  |                |
| 北京路              | Beijing Road                        | 北京路   | 地下岛式站台   | 2018年12月1日  | █ 3号线        |
| 喷水池              | Penshuichi                          | 延安路   | 地下岛式站台   | 2018年12月1日  | █ 2号线        |
| 中山西路            | West Zhongshan Road                 | 中山路   | 地下岛式站台   | 2018年12月1日  |                |
| 河滨公园            | Hebin Park                          | 人民广场 | 地下岛式站台   | 2018年12月1日  |                |
| 贵阳火车站          | Guiyang Railway Station             | 火车站   | 地下岛式站台   | 2018年12月1日  |                |
| 沙冲路              | Shachong Road                       | 沙冲路   | 地下岛式站台   | 2018年12月1日  |                |
| 望城坡              | Wangchengpo                         | 望城坡   | 地下岛式站台   | 2018年12月1日  | █ S1线         |
| 珠江路              | Zhujiang Road                       | 新村     | 地下岛式站台   | 2018年12月1日  |                |
| 长江路              | Changjiang Road                     | 长江路   | 地下岛式站台   | 2018年12月1日  |                |
| 清水江路            | Qingshuijiang Road                  | 清水江路 | 地下岛式站台   | 2018年12月1日  |                |
| 小孟工业园          | Xiaomeng Industrial Park            | 场坝村   | 地面岛式站台   | 2018年12月1日  |                |

可换乘铁路车站
- 老湾塘站—  金阳站
- 贵阳北站—  贵阳北站
- 贵阳火车站—  贵阳站